# 芜湖站
芜湖站亦称芜湖火车站，位于中华人民共和国安徽省芜湖市镜湖区两站广场，有淮南铁路、皖赣铁路、宁铜铁路等普速线路以及合杭高速铁路、宁安客运专线等高速线路经过。车站是上海铁路局辖下的铁路客运二等站之一，隶属于上海局集团芜湖车务段。至2025年1月运行图，芜湖站普速场和高速场日均总接发客货运列车193对，其中普速场接发42对，合杭场72.5对、宁安场78.5对。

## 历史

### 芜屯路站
1977年1月，因原芜湖西站和康复路乘降所不能适应客流量增多的需要，选定芜湖市区东北部的芜屯路北侧新址，新建二等客运站。新站占地9500平方米，設有侧式月台一座，硬化水泥月台长450米，月台占地面积4500平方米，宽度10米，并建有一正一側两条线路。南北咽喉區共設兩組9號單開道岔，過岔限制速度為30KM/H。車站線路一道为正线，二道为侧线。1980年，在化魚山站方向，新增存車线5股。站台雨棚64平方米。
芜屯路站的站房建筑面积1578平方米，其中旅客服务面积1431平方米，包括1142平方米的旅客候车室（含80平方米软席候车室），147平方米的售票房以及289平方米的行李房。带石棉瓦雨棚的进出站口等附属建筑都设在站台最南端，皆为平房。車站月台中部设64平米的雨棚一座，并在雨棚北側建有厕所一座。站台中部有2個橢圓形花坛，种有薰衣草，虞美人和向日葵等花卉植物。站台縱向中線還種植有柳樹和桂花樹等大型喬木以供夏季遮蔭。月台北部末端設150米長的安全線一條及5條存車線。火车站广场在站房南端，呈建筑物半包围状，即正对广济医院处，面积为2106平方米。截至1992年9月28日新客站投入使用前，火车站广场的公交场站共有四条公交线路开行：1路，2路，3路和4路。1980年7月8日，芜屯路站开始办理客运业务，直至1992年9月28日停用并被拆除，本站共使用了4465天。1981年4月1日芜湖西站、康复路乘降所停办客运。

### 北迁新建

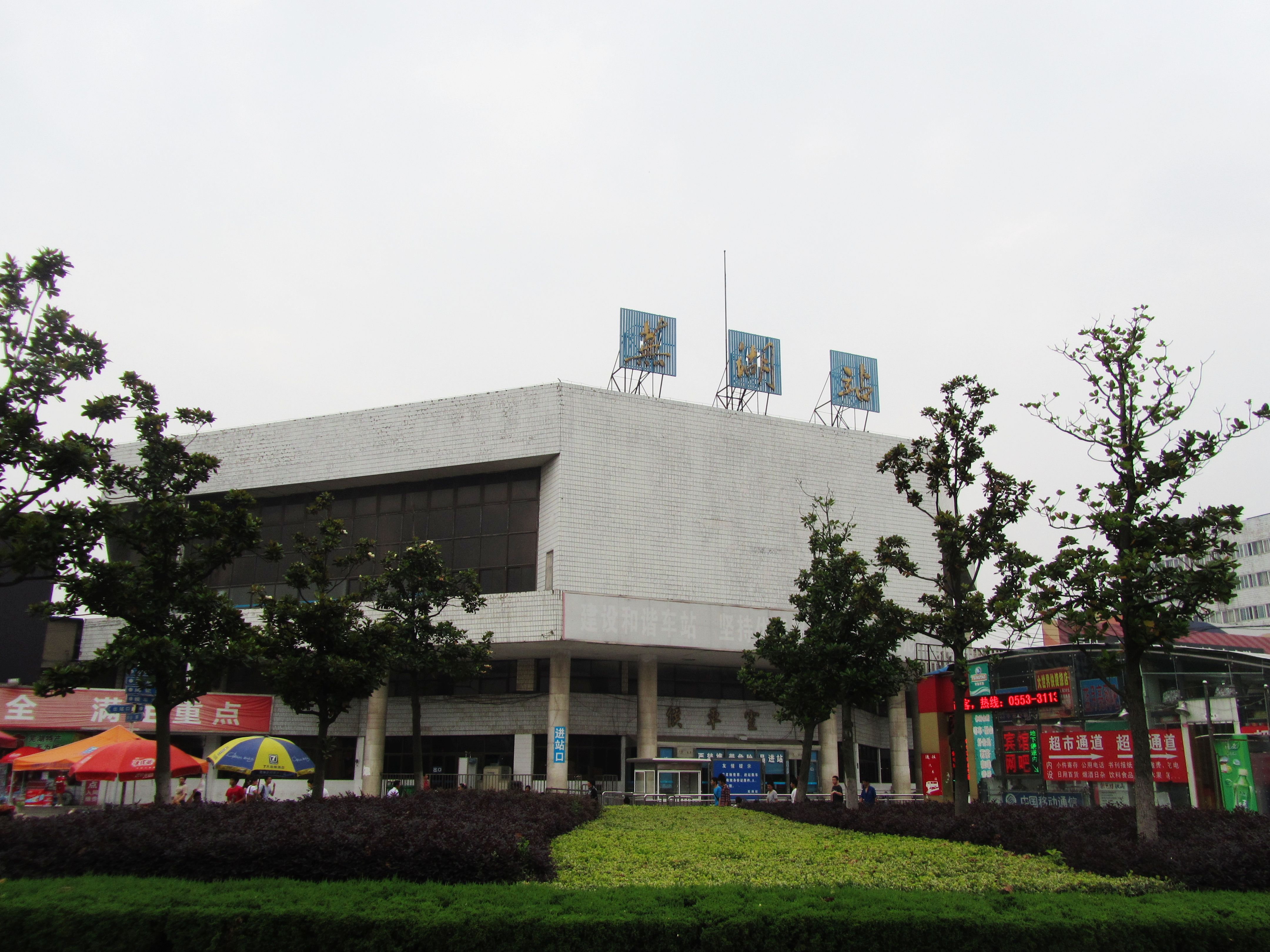
芜湖站站房（2012年）

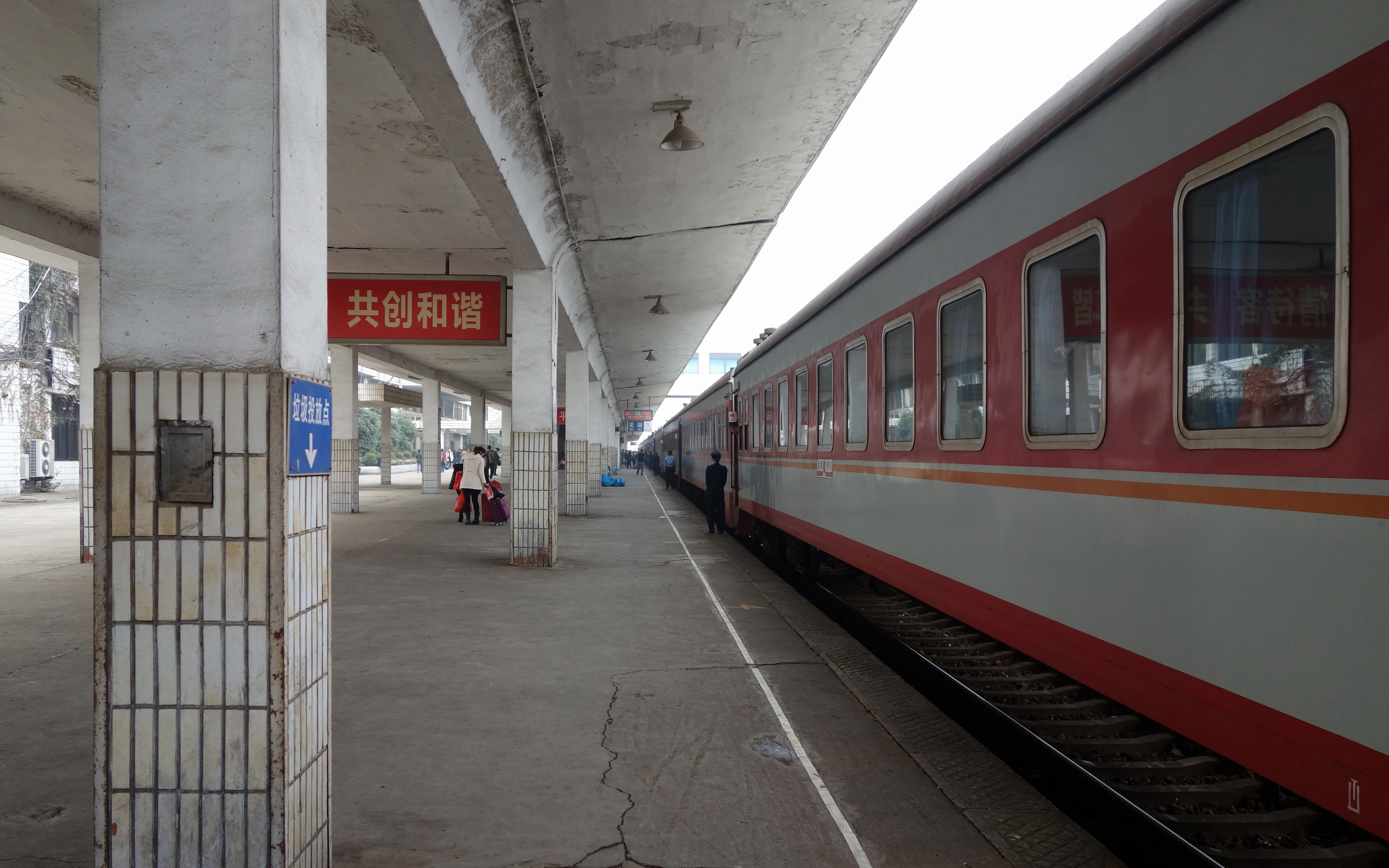
K26次列车停靠芜湖站（2014年）。该站台始建于1990年9月30日，建成于1992年9月28日

1990年代初，因芜屯路站不能适应旅客流量和列车停靠数量急剧增长的需要，芜湖市政府和上海铁路局南京铁路分局共同会商后决定，在芜屯路車站北側的官陡乡神东大队(今神东社区)黄埂村选址，计划建设新客站。新客站于1990年9月30日与芜湖市长途汽车站同时开建。新站由铁道部第四勘测设计院进行设计，由铁道部第四工程局进行土木施工，预算投资为人民币7240万元，1992年9月28日竣工通车。
新客站的整体建筑占地面积为23万平方米，包含有货运中心、铁路公安局和行车公寓等附属建筑。车站的站房总面积为6782平方米，为四区十厅的建筑结构。其中候车室为八边形的两层楼，共有六个候车厅，使用面积达到2386平方米。每层有候车大厅两个，母婴候车室1个，各个候车厅内墙壁高处有彩色瓷砖贴成的江城芜湖风景图和一些人物图。软席候车室为二厅，面积522平方米。售票区为二厅，面积939平方米，设有十余个售票窗口；行包厅1个，面积626平方米。
车站建有5条股道以及一个侧式站台，一个岛式站台，总共三个旅客站台面。站台全长550米，雨棚全长400米。两座站台之间有天桥、地道相连。由於初期站内地道的排水設施有嚴重故障，常年被地下水淹沒，所以直到2005年後才逐步整修增建排水設施並投入使用。与车站设备相配套的设施还有：旅客列车技术整备库、机车燃料加油库和列车上水设备。芜湖新客站设计能力日接发旅客列车21对，年旅客发送能力250万人。2002年，芜湖站日接发旅客列车已达24对，春运期间在30对以上，发送旅客近200万人。原芜屯路站的線位上，即新車站的南部咽喉區域，也興建了一座地下跨線通道，以供車站線路兩邊的鐵路職工上下班使用，本隧道一直沿用至今。1992年9月28日新客站启用之际，即被定为上海铁路局管辖的客运二等站。
新客站启用后，原有车站的部分候车室站房和车站出站口，因车站管理的需要至1992年9月28日新客站投入使用后才被完全拆除。在1990年9月30日至1992年9月28日的新旧车站转换过渡期内，铁路旅客需要穿越新客站南侧的铁路正线才能进入芜屯路站的站台候车或从出站口出站。原芜屯路站的侧式站台，在新客站建成后并未被立即拆除；而是一直保留到2012年初宁安客运专线芜湖站部分施工开始后，因占用高铁正线而被完全拆除。
芜湖站由芜湖车务段管辖，1996年至1999年8月曾短暂划归芜湖东直属站管辖。
作为芜湖长江大桥附属工程的一部分，1998年车站附近新建芜湖客车整备所；1999年车站至宣城区间开始复线化工程，其中芜湖至火龙岗站区间新建外绕线，于2001年9月27日竣工通车。通车后旧线上的青弋江站关闭。

### 改扩建
2013年8月20日起，作为新建宁安客运专线、商杭客运专线工程的一部分，芜湖站开始了改造工程。首先在现有铁路场站东侧，原计划在1995年建设四号站台的地块，以及2条存车线，下行货运正线外包的车站东部区域，即面对弋江快速路、神山公园的地方，新建东站房和东广场。之后将拆除现有铁路场站，在现有铁路场站上建设西站房及西广场。
2015年6月，芜湖站下行外包正线迁移到车站内5道。2015年11月，芜湖站普速场开始进行新旧站场转移。原芜湖站普速场被拆除后，将改造为新火车站的商合杭场。11月9日早晨8时至下午2时，实施新旧普速场南北咽喉下行正线拨接作业，拨接完成后下行旅客列车停靠芜湖站新站台，客运列车旅客通过地下通道进入新站台乘降列车；11月27日早上8点K156次列车出站后，芜湖站旧站房停用，同时芜湖站新站房投入使用。当日早晨8时至下午2时实施新旧普速场南北咽喉上行正线拨接作业。
2015年12月6日，宁安高铁正式开通运营，第一列CRH列车正式在芜湖站办理客运业务。2016年3月10日，车站普速场西部咽喉区的机车整备车间和加油库竣工并投入使用。2018年12月，芜湖站西站房已完成整体结构施工并封顶，全部工程于2020年4月完成，同年6月28日随商杭客运专线合肥至湖州段通车而启用。然而由于站前广场配套工程进度滞后，西站房在运营初期仅开放北侧，全部工程于2021年2月完工。

## 车站结构

### 站房
芜湖站站房建筑面积约5万平方米，东西长约268米，是皖南地区最大的高铁车站。芜湖站站房建筑造型取长江、青弋江两江交汇、孕育“皖江明珠”之寓意，将滔滔江水融入到外立面上，寓意芜湖地域文化的崛起。
车站目前共设有东北、东南和西北3个售票厅。东南售票厅设有14台自动售票机和6个人工窗口；东北售票厅设有10台自动售票机和3个人工窗口（未启用）；西北售票厅则兼具人工及自助售取功能。车站进站口位于站房东西两侧，其中东进站口设有6条进站通道、西进站口设有4条；东进站口同时设有落客匝道。候车室位于站房二层，横跨站场股道，面积4500平方米，设有2800个座位。该站为航空式混合乘降站房，共有17个检票口。东站房一层设有1号检票口，检票后可通往1站台；二层南北两侧各设有2-3、4-5、6-7、8-9、10-11、12-13、14共7个检票口，其中站房北侧的五个检票口前标有A，南侧为B。两侧检票口的验票闸机后设有楼梯和扶梯连接1-9站台，北侧的通道还设有升降电梯。到达层位于地面，设有6个出站口。
- 东南售票处
- 进站大厅
- 高架候车站房
- 出站地道

### 站场
芜湖站有2个侧式站台，6个岛式站台，共计8个站台；车站有14个站台乘降面、20条股道进路，由西向东依次是商合杭场（3台8线）、普速场（2台6线）和宁安场（3台6线），其中商合杭场北侧设有动车存车所，内设4条存车线。芜湖站已开通的铁路有宁铜铁路、宁安客运专线和合杭高速铁路。此外，通过邻接的火龙岗站、芜湖东站V场等车站，芜湖站还可连接淮南铁路、皖赣铁路、宣杭铁路、芜铜铁路、铜九铁路等线路，并接入全国铁路网。
| 西 | 侧式站台 | 侧式站台                             |
| 西 | 14站台   | 商合杭高铁 往商丘方向（芜湖北站）    |
| 西 | 13站台   | 商合杭高铁 往商丘方向（芜湖北站）    |
| 西 | 岛式站台 |                                      |
| 西 | 12站台   | 商合杭高铁 往商丘方向（芜湖北站）    |
| 西 | 正线     | 商合杭高铁 上行列车                  |
| 西 | 正线     | 商合杭高铁 下行列车                  |
| 西 | 11站台   | 商合杭高铁 往杭州东方向（芜湖南站）  |
| 西 | 岛式站台 |                                      |
| 西 | 10站台   | 商合杭高铁 往杭州东方向（芜湖南站）  |
| 西 | 9站台    | 宁铜铁路 往南京方向（芜湖东V场）     |
| 西 | 岛式站台 |                                      |
| 西 | 8站台    | 宁铜铁路 往南京方向（芜湖东V场）     |
| 西 | 正线     | 宁铜铁路 上行列车                    |
| 西 | 正线     | 宁铜铁路 下行列车                    |
| 西 | 7站台    | 宁铜铁路 往铜陵/宣城方向（火龙岗站） |
| 西 | 岛式站台 |                                      |
| 西 | 6站台    | 宁铜铁路 往铜陵/宣城方向（火龙岗站） |
| 西 | 5站台    | 宁安高铁 往南京南方向（当涂东站）    |
| 西 | 岛式站台 |                                      |
| 西 | 4站台    | 宁安高铁 往南京南方向（当涂东站）    |
| 西 | 正线     | 宁安高铁 上行列车                    |
| 西 | 正线     | 宁安高铁 下行列车                    |
| 西 | 3站台    | 宁安高铁 往安庆方向（芜湖南站）      |
| 西 | 岛式站台 |                                      |
| 西 | 2站台    | 宁安高铁 往安庆方向（芜湖南站）      |
| 西 | 1站台    | 宁安高铁 往安庆方向（芜湖南站）      |
| 东 | 侧式站台 | 侧式站台                             |

### 广场
车站设有东西两个广场，东广场于2015年10月投入使用，西广场于2021年2月投入使用。

## 交通
芜湖站交通枢纽与芜湖市主干道、快速路紧密衔接，东至弋江北路，西接九华中路，南连赭山中路，北至赤铸山东路，枢纽内部以北京东路、梅莲路、汀苑路等次干路连接，实现车辆和旅客“快进快出，有效分流”。东西广场由整个下穿火车站的地下通道连接。广场采用人性化设计，采用地下出站的方式实现人车分离，且预留芜湖轨道交通2号线位于地下的接口。

### 公交车
芜湖站设有东、西两个公交站。芜湖站东广场有游3路、10路、112（晚）路、113（晚）路、104（晚）路、31路、20路、228路、游2路、88路停靠；西广场有19路、28路/38路、32路、特4路、108（晚）路停靠。

### 长途汽车
芜湖长途汽车配客站自2016年5月9日起在东广场正式运营，该站目前主要服务前往芜湖四县方向（湾沚，南陵，繁昌，无为）的铁路旅客。

### 城市轨道交通
芜湖轨道交通2号线芜湖火车站位于芜湖站东广场地下，旅客出站后通过东广场地下通道直达该站站厅。

## 事件
2008年1月13日，於上海铁路局芜湖车务段，一位名為冷静的安徽师范大学女大学生在站台候车时被人流挤下站台，遭火车碾轧身亡。对此，铁路部门作出对芜湖火车站站长、值班副站长及当日值班员撤职处理的决定。她的死引发了公众对中国大陆春运、群体素质、公共服务质量的讨论。
2008年7月2日，芜湖火车站发生一起列车旅客漏乘事件。上海铁路局对此高度重视，立即责成芜湖车务段分析原因，吸取教训。芜湖车务段在初步调查的基础上，对有关责任人及时作出处理：对芜湖站分管客运副站长进行全段通报批评，对当班值班员和当班客运员给予行政警告等处分。
2013年底，芜湖火车站改造被指“搭车征收”。为配合“市一号工程”——火车站东广场项目，由镜湖区政府承担的房屋征收进入尾声。与此同时，相关部门和“钉子户”却陷于诉讼之累，在剩余27位征收对象中，20多人提起行政诉讼，分别将镜湖区政府和芜湖市规划局告上法庭。这批“民告官”案尚无一起胜诉。虽如此，律师却发现，区政府最初公示的征收决定所附规划红线图，却比市规划局规划许可的红线图多出12万余平方米，用途不明。
2016年9月22日，郭先生和妻子李女士因质疑芜湖站工作人员没有尽到帮助旅客的义务，要求记录工号，表示要投诉。但夫妻俩在拍照取证过程中遭遇车站人员强行阻拦，进而引发车站内十多人对他们“围攻”，郭先生被人拉着裤腰带强行拽了10多米远。当晚，家住巢湖市的李女士向记者反映，他们在芜湖火车站遭遇粗暴对待，而且车站工作人员骂他们夫妻是“流氓”。
2016年10月2日上午，芜湖火车站发生一起突发事件，一名男子掏出一把“手枪”指向特警，被民警火速制服。经查，该男子疑似患有精神病，所持手枪为塑料玩具。